# (8395) Rembaut
(8395) Rembaut est un astéroïde de la ceinture principale.

## Description
(8395) Rembaut est un astéroïde de la ceinture principale. Il fut découvert le 9 octobre 1993 à La Silla par Eric Walter Elst. Il présente une orbite caractérisée par un demi-grand axe de 2,24 UA, une excentricité de 0,10 et une inclinaison de 1,9° par rapport à l'écliptique.

## Compléments